# Audipress
Audipress è stata una società che si è occupata della raccolta dei dati di lettura di quotidiani e periodici in Italia. 

## Storia
La rilevazione della lettura dei periodici da parte di organismi indipendenti inizia in Italia negli anni cinquanta (Indagine Stampa Periodica Italiana, in acronimo ISPI). Per i quotidiani le indagini di lettura sono iniziate negli anni settanta (Indagine Stampa Editori Giornali Italiani, in acronimo ISEGI).
Agli inizi del 1991 le due indagini furono poste sotto la stessa direzione e fu adottato un unico metodo di campionamento.  L'anno seguente ISPI ed ISEGI furono sostituite da Audipress. Il nuovo organismo fu creato da tre organizzazioni:
- FIEG, l'associazione che riunisce gli editori di giornali e periodici;
- Utenti Pubblicità Associati, in rappresentanza degli investitori in pubblicità;
- Assocom, associazione che riunisce le imprese di comunicazione.

Il nome ricorda l'Auditel, società che dal 1986 svolge un compito analogo nel settore televisivo. FIEG e UPA sono stati soci fondatori anche di ADS.
Il 27 febbraio 2023 Audipress e Audiweb hanno proceduto alla fusione per unione ed hanno costituito un nuovo soggetto: Audicom.

## Metodologia d'indagine

### Prima fase
Venivano effettuati due cicli d'indagine, in primavera e in autunno; per ogni ciclo venivano intervistati telefonicamente 22.000 individui, che in 45-50 minuti venivano sottoposti al riconoscimento di circa 180 testate.
L'indagine presentava però problematiche in termini di tempo (interviste troppo lunghe, e tempi di elaborazione altrettanto dilatati) e di stagionalità di alcuni periodici che non coincideva con il periodo di rilevazione.

### Seconda fase
L'area d'indagine viene suddivisa in:
- quotidiani, supplementi ai quotidiani, e settimanali
- mensili dall'altra

Il campione è costituito da 40.500 intervistati, dai 14 anni in su, visitati due volte, in rilevazioni della durata di 36 settimane. Venivano rilevati il:
- Lettore, chi sfogliava la copia almeno una volta in tre mesi (quotidiani) o in 3-12 mesi (periodici);
- Lettore giorno medio, chi sfogliava la copia almeno una volta alla settimana (quotidiani) o in 7 giorni (settimanali), 14 (quattordicinale) o 30 (mensile).

### Terza fase
La metodologia viene rinforzata al fine di incrociare dati di diffusione e consumi. Viene introdotto il raffronto con
- l'ISPE (l'indice di povertà)
- stili di vita (classificati da Eurisko)
- provenienza della copia (acquisto, abbonamento, ritrovamento)
- Contatti per pagina, per i periodici, rapporto tra il numero di volte in cui si è presa in mano la copia, e il numero di pagine lette
- Contatti per copia, per i quotidiani, numero di volte in cui si è presa in mano la copia
- Probabilità di lettura, ossia il rapporto tra le stime di lettura del periodo preso in considerazione, ed uno più allargato.

La società che si occupa di pubblicare i dati di diffusione è Accertamenti Diffusione Stampa.